# Moritz Hadda

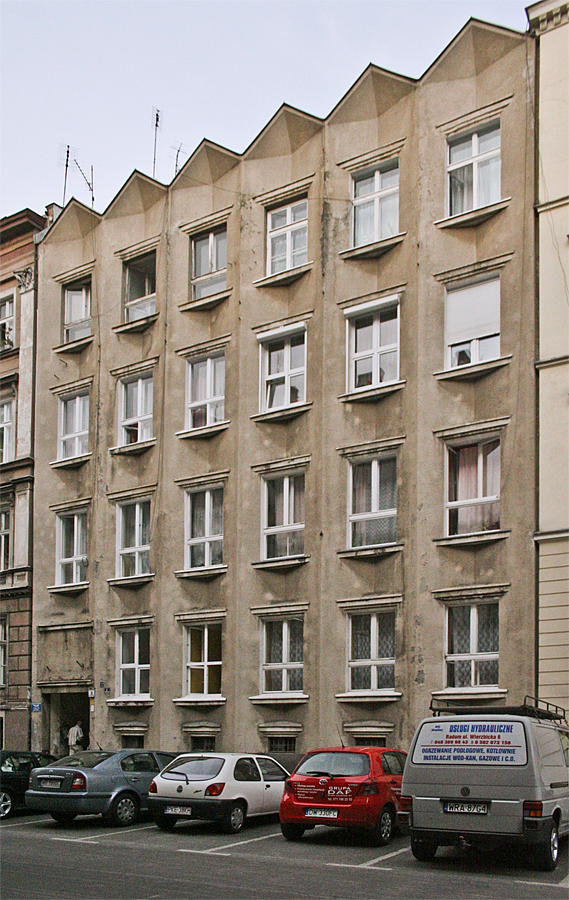
1922
Biurowiec Towarzystwa Ubezpieczeniowego z Karlsruhe przy ul. Bałuckiego we Wrocławiu

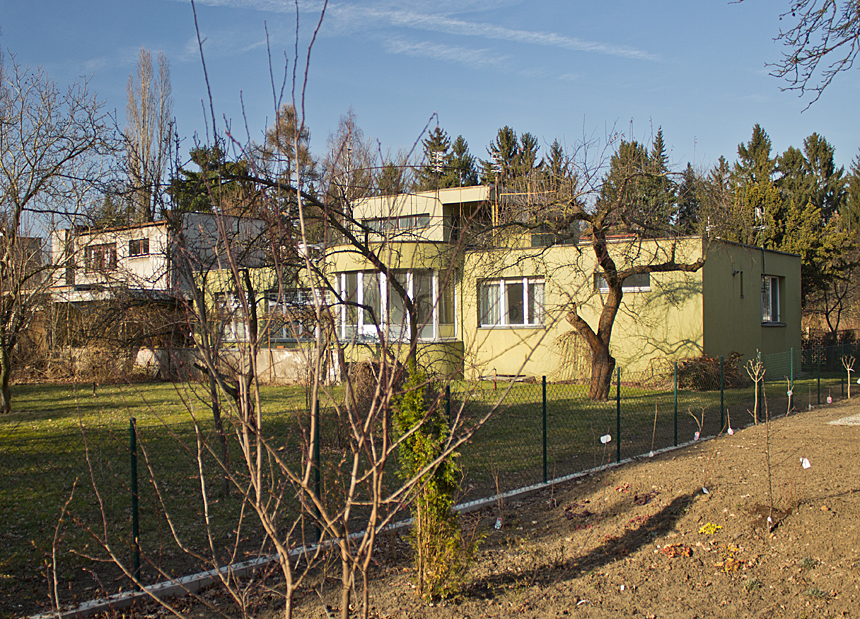
1929
Dom nr 36 wzorcowego osiedla wystawy WuWA we Wrocławiu

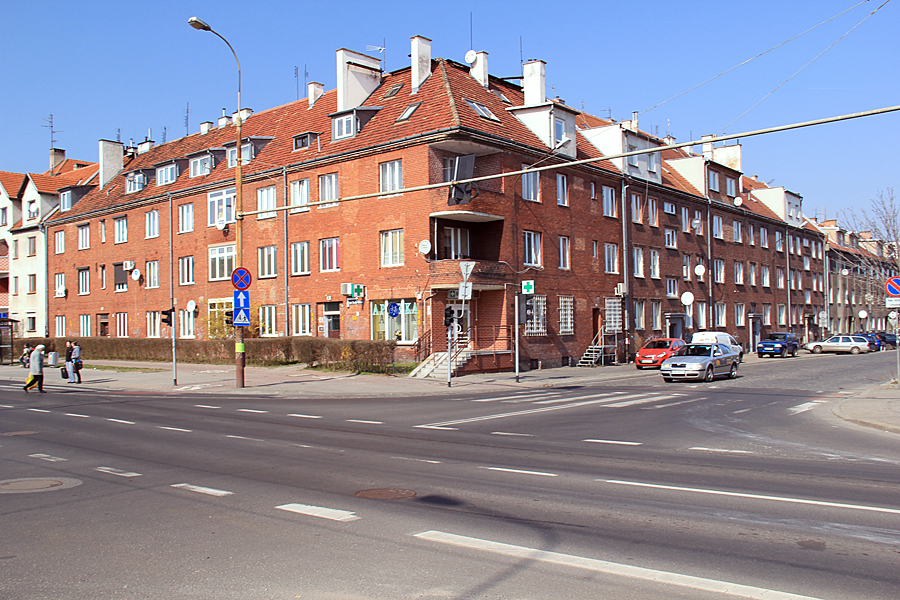
1937
Dom wielorodzinny fundacji Östreicherów we Wrocławiu

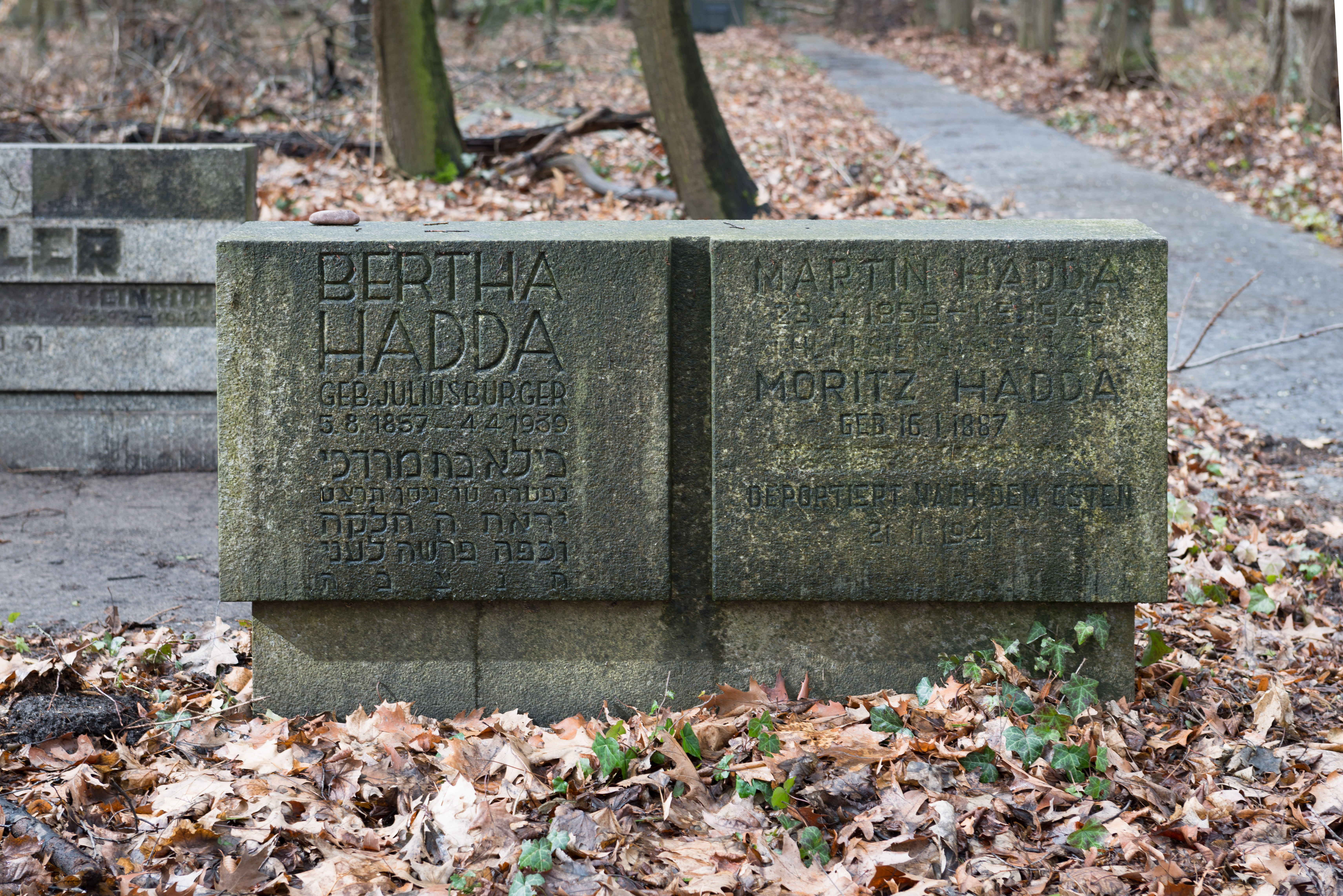
Grób Berthy Haddy, matki architekta zarazem symboliczny grób Moritza i jego ojca Martina z informacją o ich śmierci w czasie Holokaustu

Moritz Julius Hadda (ur. 16 stycznia 1887 w Koźlu, zm. 29 listopada 1941 w Kownie) – niemiecki architekt modernistyczny tworzący we Wrocławiu.

## Życiorys
Urodził się w żydowskiej rodzinie w Koźlu, gdzie spędził swoją młodość. Jego rodzicami byli kupiec Martin Hadda (1859–1943) i Bertha z domu Juliusburger (1857–1939). Starszy brat Siegmund (1882–1977) był chirurgiem, a młodszy Albert (1892–1975), tak jak Moritz – architektem. Ich kuzynem był artysta malarz i architekt wnętrz Heinrich Tischler (1892–1938). Na początku XX wieku rodzina przeniosła się do Wrocławia.
W latach 1911–1913 Hadda studiował w Państwowej Akademii Sztuki i Rzemiosła Artystycznego we Wrocławiu pod kierunkiem Hansa Poelziga. W roku 1917 założył wraz z Wilhelmem Ludwigiem Schlesingerem biuro architektoniczne Hadda & Schlesinger. Opracowali wspólnie wiele projektów domów mieszkalnych oraz wnętrz sklepów, lokali rozrywkowych i obiektów użyteczności publicznej. Biuro zakończyło działalność w roku 1928. Hadda należał od roku 1925 do grupy roboczej Das Junge Schlesien zrzeszającej awangardowych architektów i artystów. Od roku 1928 należał także do Niemieckiego Związku Architektów – Bund Deutscher Architekten. W latach 1925–1930 kierował jednym z działów policji budowlanej we Wrocławiu odpowiedzialnym za kolorystykę budynków.
W roku 1929 wziął udział w zorganizowanej przez śląski oddział Werkbundu wystawie Mieszkanie i Miejsce Pracy. Zaprojektował na tę wystawę trzy zachowane do dziś domy jednorodzinne osiedla wzorcowego: dwa w zabudowie szeregowej i jeden wolno stojący. Oprócz tego opracował jeden z działów wystawy tematycznej – wzorcową ulicę handlową, która była prezentowana na terenach wystawowych wokół Hali Stulecia.
Po dojściu nazistów do władzy jego sytuacja stała się trudna. Ze względu na pochodzenie, tak jak inni Żydzi, był dyskryminowany, a jego działalność została mocno ograniczona. Od tej pory realizował prawie wyłącznie projekty na zlecenie gminy żydowskiej lub fundacji żydowskich. Hadda został wywieziony, a następnie zamordowany w czasie pierwszej akcji deportacji wrocławskich Żydów, która miała miejsce pod koniec listopada 1941, a na miejsce docelowe wybrano Kowno. Został aresztowany w swoim mieszkaniu o 6 rano 21 listopada. Transport liczący łącznie 935 osób wyruszył z Wrocławia 25 listopada (wśród deportowanych razem z Haddą byli także Walter Tausk i Willy Cohn), do Kowna dotarł 29 listopada. Jeszcze tego samego dnia wszyscy zostali zamordowani w forcie XI miejscowej twierdzy. Na cmentarzu żydowskim przy ulicy Lotniczej na grobowcu rodziny Hadda znajduje się tablica poświęcona jego pamięci.

## Działalność
Do jego najważniejszych realizacji należą:
- 1922 – adaptacja kamienicy czynszowej na biurowiec towarzystwa ubezpieczeń Karlsruher Lebenversicherung przy ul. Bałuckiego 2 we Wrocławiu, wraz ze Schlesingerem;
- 1922 – przebudowa pałacu na Krzykach przy ul. Korfantego, wraz ze Schlesingerem (nie istnieje);
- 1926 – projekt zespołu czterech kamienic czynszowych przy ul. Spiżowej 25–31, wraz ze Schlesingerem (nie istnieją);
- 1927 – drewniany dom na wystawie budownictwa i sztuki ogrodowej w GuGALi w Legnicy;
- 1927 – kamienica czynszowa przy ul Legnickiej 183, wraz ze Schlesingerem (nie istnieje);
- 1928 – kamienica czynszowa przy ul Spiżowej 17 (nie istnieje);
- 1928 – kamienica przy ul. Wejherowskiej 5/7 (nie istnieje);
- 1928 – kamienica czynszowa przy ul Legnickiej 175–177 (nie istnieje);
- 1928 – dom jednorodzinny dra Siegmunda Haddy (brata architekta) przy ul. Sochaczewskiej 7 (obecnie w znacznym stopniu przebudowany);
- 1929 – wzorcowy dom szeregowy nr 9–22 (sekcje 16 i 17) na wystawie WUWA przy ulicy Tramwajowej 18–20 we Wrocławiu;
- 1929 – wzorcowy dom jednorodzinny nr 36 na wystawie WUWA przy ulicy Zielonego Dębu 19;
- 1930 – kamienice przy ul. Wejherowskiej 9–11 (nie istnieją);
- 1931 – przebudowa kawiarni Café Torwache w budynku odwachu przy ul. Świdnickiej;
- 1932 – dom jednorodzinny Gertrudy Wuttke przy ul. Witelona 11;
- 1935 – renowacja synagogi przy ul. Łąkowej;
- 1937 – dom wielorodzinny fundacji Östreicherów na rogu alei Pracy 43–45 i Hallera 151–153.

## Literatura
- Konstanze Beelitz, Niklas Förster: Breslau-Wrocław. Przewodnik po architekturze modernistycznej. Wrocław: Via Nova, 2006. ISBN 83-60544-52-2. Brak numerów stron w książce
- Anna Markowska: Hadda Moritz. W: Encyklopedia Wrocławia. Wyd. III. Wrocław: Wydawnictwo Dolnośląskie, 2006, s. 261. ISBN 83-7384-561-5.
- Jadwiga Urbanik: WUWA 1929-2009. Wrocławska wystawa Werkbundu. Muzeum Architektury we Wrocławiu, 2009. ISBN 978-83-89262-55-4. Brak numerów stron w książce
- Myra Warhafting: Deutsche jüdische Architekten vor und nach 1933 - Das Lexikon: 500 Biographien. Berlin: Reimer Verlag, 2005. ISBN 34-96013-26-5. (niem.). Brak numerów stron w książce